# Abutilon sachetianum
Abutilon sachetianum är en malvaväxtart som beskrevs av F.R. Fosberg. Abutilon sachetianum ingår i släktet klockmalvor, och familjen malvaväxter. Inga underarter finns listade i Catalogue of Life.